# Neritos postflavida
Neritos postflavida är en fjärilsart som beskrevs av De Toulgoët 1982. Neritos postflavida ingår i släktet Neritos och familjen björnspinnare. Inga underarter finns listade i Catalogue of Life.